# Луцкан, Илмар
Илмар Луцкан (латыш. Ilmārs Luckāns, 25 августа 1940 — 13 ноября 1997) — латвийский шахматист, мастер спорта СССР (1976).

## Биография
Шахматы научился играть в 13 лет. В 1958 году стал чемпионом Латвии по шахматам среди юношей и удачно дебютировал в чемпионате Латвии по шахматам, где поделил 6-7 места. Во время службы в рядах Советской армии два раза побеждал в чемпионате Прибалтийского военного округа по шахматам (1960, 1962). Также два раза побеждал в чемпионате Риги по шахматам (1972, 1973). В 1965 году принял участие в полуфинале чемпионата СССР по шахматам в Ленинграде, где поделил 4-6 места. В 1975 году на чемпионате Прибалтики по шахматам разделил 3 место. В 1978 году победил на чемпионате Латвии по блицу. В 1990 году занял 2 место на открытом чемпионате Литвы по шахматам в Клайпеде. Многократный участник финалов чемпионатов Латвии. Лучшее достижение 2-3 место в 1993 году. После этого успеха получил право участвовать в зональном турнире ФИДЕ  для стран Балтии в Вильнюсе, где остался на  9-11 месте.
Долгие годы работал руководителем спортивного зала в трамвайно-троллейбусном управлении Риги. Сын Арнольд Луцкан (1978 г.р.) тоже был шахматистом, мастером ФИДЕ.